# Edén (Australia)
Edén o Eden es una localidad situada en Nueva Gales del Sur, Australia. Según el censo de 2021, tiene una población de 3425 habitantes.

## Historia
Los aborígenes locales o primeros pobladores eran el pueblo Thaua o Thawa de la nación Yuin. Los primeros barcos balleneros habían recorrido la zona ya en 1791. El explorador George Bass se refugió por primera vez en Twofold Bay al regreso de un viaje a la Tierra de Van Diemen (Tasmania) en febrero de 1798. Más tarde, en septiembre de ese año, en un viaje posterior con Matthew Flinders, recorrieron la bahía por primera vez. En esta ocasión también hicieron el primer contacto con los aborígenes locales Thawa.
El botánico británico Allan Cunningham desembarcó en Snug Cove en diciembre de 1817 para poder recolectar especímenes botánicos del distrito. La primera estación ballenera para la caza de ballenas fue establecida en el área por John Raine en 1828. Los aborígenes locales colaboraron pronto con la industria ballenera. En 1834, los hermanos Imlay, Alexander, George y Peter, establecieron una estación ballenera en Snug Cove. Cerca de allí construyeron una pequeña cabaña de ramas y cortezas, el primer edificio conocido erigido en Edén. Sir Oswald Brierly hizo bocetos de la cabaña en 1842 y el capitán Owen Stanley del HMS Rattlesnake en 1843. Alrededor de 1860, Davidson inició una sociedad con la familia Solomon de Eden-Monaro. Al principio, la asociación consideraba que las orcas eran una molestia, pero los aborígenes Yuin empleados en las tripulaciones de los barcos se negaron a matar orcas, y una nueva política fomentó la colaboración entre los balleneros y las orcas; las orcas atraparían a las ballenas jorobadas que entraran en Twofold Bay, luego las ballenas serían arponeadas y las orcas recompensadas con piezas premiadas de los cadáveres de las jorobadas.